# 西溪 (釣魚島)
西溪（拼音：Xī Xī），日本稱作尾瀧溪（Otaki-dani），是位于中日台争议岛屿钓鱼臺列嶼的钓鱼臺西部的一条溪流，為钓鱼臺四條主要溪流之一。溪流自东向西流入顺风港。西溪的中文名于2012年9月20日由国家海洋局、民政部正式命名。日文名由沖繩師範學校教師黑岩恒在1900年命名。台灣則未命名。